# Province de Kampot
Pour la ville, voir Kampot.
La province de Kampot (« tétraodon » en khmer) est une province maritime du Cambodge, dont la capitale est Kampot. Elle comprend 8 districts :
- 0701 Angkor Chey (« ville victorieuse », du sanskrit nagara : "ville" et jaya : « victoire »)
- 0702 Banteay Meas (« forteresse d'or »)
- 0703 Chhuk (« Lotus sacré, Nelumbo nucifera »)
- 0704 Chum Kiri (« pourtour de la montagne », giri : « montagne » en sanskrit)
- 0705 Dang Tong (« pédoncule ou hampe de drapeau »)
- 0706 Kampong Trach (« port du Dipterocarpus intricatus, arbre qui produit de la résine et du bois d'œuvre »)
- 0707 Teuk Chhou
- 0708 Kampot (« tétraodon »)

## Démographie
|                                            | Kampot       | Kampot       | Cambodge    | Cambodge    |
| 1998                                       | 2008         | 1998         | 2008        |             |
| Population totale                          | 528 405      | 585 110      | 11 437 656  | 13 388 910  |
| Croissance de la population 1998 - 2008    | 10,7 %       | 10,7 %       | 17 %        | 17 %        |
| Taux de la population rurale               | 91,44 %      | 91,74 %      | 82,29 %     | 80,47 %     |
| Densité                                    | 108 hab./km2 | 120 hab./km2 | 64 hab./km2 | 75 hab./km2 |
| Sex-ratio (Nombre d'hommes pour une femme) | 0,919        | 0,941        | 0,93        | 0,942       |
| Taille moyenne des foyers                  | 5 membres    | 4,5 membres  | 5,2 membres | 4,7 membres |

## Sites célèbres
- La Station d'altitude de Bokor.
- Les grottes sanctuaires (Phnom Chhnork et son temple de l'époque Funan VIe siècle).

## Principales productions
Épices :
Au début du XXe siècle, pour les Français de la métropole, Kampot était synonyme de poivre. Le poivre (Piper nigrum, en khmer :  ម្រេច mréch) a façonné la région de Kampot et aujourd’hui encore cette facture reste imprimée dans le paysage.